# Leopold Pišín
Leopold „Polda“ Pišín (* 27. března 1935 – 16. dubna 2002) byl československý a český zápasník–judista. 

## Sportovní kariéra
S judem začínal v roce 1953 v Gottwaldově. Připravoval se pod vedením Milana Žáčka. V roce 1956 nastoupil základní vojenskou službu k armádní sportovní rotě, kde ho vedl Jiří Synek.
V roce 1957 startoval jako člen armádní Dukly na mistrovství Evropy v Rotterdamu. V disciplíně technických stupňů 1. Dan porazil ve čtvrtfinále západního Němce Ericha Mühla a postoupil do semifinále s jistotou minimálně 3. místa. V semifinále prohrál s Francouzem Marcelem Nottolou a získal bronzovou medaili. Ve střední váze do 80 kg prohrál ve čtvrtfinále a obsadil dělené 5.-8. místo.
Po návratu do civilu v roce 1958 pracoval jako mistr výrobního výcviku v n.p. Rudý říjen (Barum) a po večerech studoval večerní průmyslovku.
V roce 1962 se v Československu snížil počet váhových kategorií podle mezinárodního olympijského systému na tři (do 68 kg, do 80 kg a nad 80 kg). V československé judistické reprezentaci neměl proto Pišín na přelomu padesátých a šedesátých let jednoduchou pozici. Do střední váhy do 80 kg shazovali v reprezentaci zápasníci polotěžké váhy Jaroslav Polák, René Srdínko nebo talentovaní František Jelen a Petr Jákl st.. Východiskem do reprezentace bylo shazovat váhu do lehké pod 68 kg nebo splnit kritéria pro získaní vyššího technického stupně 2. Dan. V roce 1960 se mu povedlo obojí, shodil váhu i složil zkoušky na 2. Dan. Na květnovém mistrovství Evropy v Amsterdamu však vypadl v úvodním kole. 
V 28 letech s ním přestal nový šéftrenér reprezentace Václav Bříza počítat. Pišín se tak primárně zaměřil na ligovou soutěž s domácím klubem TJ Gottwaldov. Sportovní kariéru ukončil v druhé polovině šedesátých let dvacátého století.

### Výsledky
| Turnaj             | 1955               | 1956               | 1957               | 1958               | 1959               | 1960               | 1961               | 1962               | 1963               |
| Turnaj             | 20                 | 21                 | 23                 | 24                 | 25                 | 26                 | 27                 | 28                 | 29                 |
| Turnaj             | lehká střední váha | lehká střední váha | lehká střední váha | lehká střední váha | lehká střední váha | lehká střední váha | lehká střední váha | lehká střední váha | lehká střední váha |
| ------------------ | ------------------ | ------------------ | ------------------ | ------------------ | ------------------ | ------------------ | ------------------ | ------------------ | ------------------ |
| Mistrovství Evropy |                    |                    | 5.                 | —                  | —                  | úč.                | —                  | —                  | —                  |
| Mistrovství ČSSR   | 2.                 | 3.                 | 1.                 | 1.                 | 2.                 | 1.                 | 3.                 | n/a                | 3.                 |
|                    | technické stupně   |                    |                    |                    |                    |                    |                    |                    |                    |
| Mistrovství Evropy | —                  |                    | 3.                 | —                  | —                  | ?                  | —                  | —                  |                    |